# Episodi di Sekai-ichi hatsukoi
Questa è la lista degli episodi dell'anime Sekai-ichi hatsukoi trasmesso per la prima volta in Giappone nel 2011 in due serie da 12 episodi ciascuna più due OAV di introduzione alle due serie. È inedito in Italia.
L'autrice, Shungiku Nakamura, è la stessa di Junjō romantica, altro anime a sfondo yaoi sullo stesso genere di Sekai-ichi.

## Lista episodi
| Nº                                | Titolo italiano (traduzione letterale) Giapponese 「Kanji」 - Rōmaji | In onda           | In onda |
| Nº                                | Titolo italiano (traduzione letterale) Giapponese 「Kanji」 - Rōmaji | Giapponese        |         |
| Prima stagione (12 + 1 episodi)   | |                   |         |
| 0 (OAV)                           | Nessun amore è come il primo. 「No love's like to the first.」 | 22 marzo 2011     |         |
| 0 (OAV)                           | A 13 anni Ritsu s'innamora perdutamente per la prima volta di un altro ragazzo, di 2 anni più grande, il cui nome è Saga-senpai: nella biblioteca della scuola si scopre ad osservarlo di nascosto tra gli scaffali dei libri esposti ed inizia a prendere in prestito gli stessi titoli da lui letti. Si vergogna ancora un po' dei propri sentimenti però e - per celar inconsciamente la cosa anche a se stesso - scrive un cognome falso nella scheda di richiesta dei volumi, esattamente al di sotto di quello dell'amato. Trascorrono in tal maniera tre anni di fantasie intrise d'amore non corrisposto, fino a quando Ritsu non riesce cioè finalmente a trovare il coraggio di dichiararsi al compagno. Saga allora lo invita a casa sua e, dopo aver veduto l'amico assaporare beato il profumo del cuscino del proprio letto, capisce chiaramente che è davvero innamorato di lui: quella sera stessa Ritsu avrà il suo primo autentico e completo rapporto d'amore con colui che ha tanto desiderato per tutto il tempo dei suoi anni di liceo fino a quel momento. Ritsu si risveglia di colpo da quel sogno che descriveva così vividamente la sua passata passione e si trova seduto alla scrivania del proprio luogo di lavoro, ha 25 anni; dopo esser stato rimproverato aspramente dal capo-reparto Takano-san per essersi così vergognosamente addormentato, riprende immediatamente ad eseguire i compiti assegnatigli. Ci troviamo durante i giorni più impegnativi ed affollati del mese (chiamati "il Ciclo", chiaro riferimento alle mestruazioni), quelli cioè immediatamente precedenti alla messa in stampa dei volumi manga pubblicati dal reparto in cui operano Ritsu e colui che si conosce ancora soltanto col cognome di Takano. |                   |         |
| 1                                 | Le prime impressioni sono dure a morire. 「First impressions are the most lasting.」 | 8 aprile 2011     |         |
| 1                                 | Ritsu Onodera incomincia a lavorare presso la società editoriale Emerald, dopo essersene andato volontariamente dall'azienda paterna (anche se fino ad allora s'era sempre occupato bene e con profitto di letteratura) in quanto accusato d'esser favorito dalla posizione privilegiata che occupava in qualità di figlio del capo. Viene mandato al reparto shōjo manga e qui si trova di colpo scaraventato all'interno del terribile caos costituito dalla fase finale del "ciclo di produzione". Il povero Ritsu rimane francamente scioccato il mattino seguente dalla trasformazione incredibile avvenuta: a seguito della consegna di tutti i manoscritti alla tipografia il ciclo mensile è positivamente terminato e i tre impiegati sottoposti alle direttive di Takano divengono affabili, gentilissimi ed affascinanti: Ritsu si trova così a lavorare in un ufficio ch'è tutto un tripudio di rosa e colori affini. |                   |         |
| 2                                 | Un uomo decide quando iniziare un amore ma non quando farlo finire. 「A man has free choice to begin love but not to end it.」 | 15 aprile 2011    |         |
| 2                                 | Via via che Ritsu inizia ad imparare i segreti di editing e pubblicazione dei manga per ragazze, i suoi rapporti ed interazioni con Takano-san divengono sempre più tesi e difficili per lui, che si trova a dover affrontare un tipo molto aperto e spigliato, il quale non ha alcun timore di baciarlo sulle labbra davanti ad una giovane mangaka imbarazzatissima; questo per mostrarle come dev'essere eseguito correttamente il disegno che mostra per l'appunto due ragazzi stretti in un bacio appassionato. Presto inoltre Masamune Takano riconosce in Ritsu il ragazzino che, oramai quasi 10 anni prima, s'era innamorato di lui quando egli portava ancora il cognome del padre, ossia Saga; non lo aveva fino ad ora capito in quanto lo stesso Ritsu a suo tempo aveva scritto un altro cognome (Oda) nelle schede della biblioteca. Rivelata la propria vera identità al giovane, d'esser cioè stato il suo primo amante al tempo della scuola superiore, per entrambi torna alla superficie quello che per ognuno è il ricordo dell'abbandono e tradimento da parte dell'altro. Masamune capisce che la loro ferrea convinzione durata un decennio, d'esser stati usati e poi lasciati dall'altro, è stato solo il frutto d'un grave malinteso; contemporaneamente Ritsu comprende che i sentimenti che prova ora nei confronti di Masamune sono più che mai conflittuali e complessi da gestire, ancor più dopo aver scoperto d'averlo come vicino di pianerottolo. |                   |         |
| 3                                 | In amore ci sono sia adorazione che riservatezza. 「In love there is both dotage and discretion.」 | 22 aprile 2011    |         |
| 3                                 | Ritsu scorge Masamune e un altro membro del personale (Takafumi) del reparto discutere molto animatamente, non essendo d'accordo riguardo alle copie da stampare di una pubblicazione; in seguito li rivede all'uscita in una conversazione - apparentemente almeno - molto amichevole. Quasi senza ben rendersene conto, un certo qual senso di gelosia nasce in lui, mescolata alle sensazioni contraddittorie che prova nei confronti di Masamune. Turbato dal fatto, e per auto-convincersi che in realtà non gl'importa nulla di lui, Ritsu comincia ad evitare quanto più possibile il diretto superiore: ciò non fa però altro che spingere Masamune a confrontarsi direttamente col giovane, prima che tal situazione tra i due possa comprometter la loro capacità di lavorare bene in tandem. |                   |         |
| 4                                 | Le avversità rendono l'uomo saggio. 「Adversity makes a man wise.」 | 29 aprile 2011    |         |
| 4                                 | L'autrice seguita da Ritsu si ammala improvvisamente, assieme a tutti i suoi collaboratori, proprio vicino alla scadenza della consegna dei manoscritti. Il giovane editor si precipita allora nella lontana Hokkaidō per assisterla personalmente, nonostante l'opinione contraria sia di Masamune che di Takafumi; nel frattempo, in attesa del ritorno di Ritsu, l'intero staff deve in parte modificar i propri piani di lavoro, venendosi presto a trovare sull'orlo di una crisi di nervi. Ritsu arriva col manoscritto terminato pronto per la tipografia appena in tempo, ha dovuto correre come un pazzo e viaggiare in aereo ma alla fine ce l'ha fatta. Mentre stanno tornando disfatti dalla stanchezza a casa, Ritsu s'addormenta in metropolitana seduto a fianco di Masamune; si risveglia la mattina seguente nell'appartamento del collega dentro al suo letto. L'uragano di emozioni inconfessabili che travolgono Ritsu lo spingono ulteriormente a chiudersi in sé, rifiutando ogni possibile rapporto con Masamune. |                   |         |
| 5                                 | L'amore non ha regole. 「Love is lawless.」 | 6 maggio 2011     |         |
| 5                                 | Chiaki è un giovane autore di shojo manga, conosciuto da tutti esclusivamente sotto lo pseudonimo femminile di Chikari; gli unici a conoscerne la vera identità sono Yoshiyuki, il suo manager nonché amico d'infanzia e Yu, il proprio assistente capo. Questi ultimi due paiono aver un rapporto di rivalità non molto chiara tra loro; la costante freddezza di Yoshiyuki verso Chiaki poi non aiuta certo finendo per farsi sentire anche sulla loro personale amicizia: ogniqualvolta si entri in ambito di questioni personali Yoshiyuki si fa estremamente distaccato. Una sera vedendo Yoshiyuki e Yu discutere in un vicolo e stando molto vicini, Chiaki interpreta il fatto come un litigio tra amanti. La sempre crescente confusione che lo assale comincia presto ad influenzar negativamente anche la sua capacità di scrivere; sconvolto il ragazzo realizza un poco alla volta la verità riguardo ai sentimenti che prova verso Yoshiyuki. Quando lo stesso manager confessa davanti a lui il proprio amore per Chiaki, con somma sorpresa del ragazzo, si sentono in dovere di non proseguire più il loro rapporto lavorativo nel timore che la confessione di Yoshiyuki avrebbe potuto metter la loro relazione in cattiva luce. Ma tutto ciò costringe Chiaki ad ammetter fortemente con se stesso i sentimenti che prova nei confronti dell'amico e a voler così continuare la loro collaborazione. |                   |         |
| 6                                 | Vai al mare se vuoi una pesca abbondante. 「Go to the sea, if you would fish well.」 | 13 maggio 2011    |         |
| 6                                 | Di ritorno da un viaggio Chiaki, che si sente sempre più sotto pressione, trova una difficoltà crescente a concentrarsi sul lavoro; preoccupazione accresciuta anche dal triangolo amoroso venutosi a creare tra lui, Yoshiyuki e Yu. Informato che deve presenziare ad un ricevimento indetto dalla casa editrice per festeggiare la notizia che il proprio manga avrà presto un adattamento animato, Chiaki si prepara ad incontrar molte persone: Yoshiyuki si offre di comprargli un vestito adatto per l'occasione, ma il ragazzo preferisce andar a far shopping assieme a Yu, scatenando così la sua gelosia. In seguito Yoshiyuki cerca di baciare Chiaki ma ne viene respinto duramente in quanto il giovane non si sente ancora pienamente pronto; Yoshiyuki, così brutalmente offeso nel suo amor proprio, se ne va lasciandolo solo. Durante il ricevimento, dopo gl'incontri di rito col personale che dovrà occuparsi dell'animazione della sua storia, Chiaki vede l'amico circondato da uno stuolo di belle ragazze, tra le quali spicca anche Erika, una brava scrittrice nota per aver una particolar simpatia per Yoshiyuki: ingelosito si fa accompagnare fuori da Yu. Yoshiyuki va poi a casa di Chiaki, avendo bisogno di discutere ancora con lui le ultime correzioni da apportare al fumetto; il forte profumo che emana il manager dà a Chiaki l'idea che sia stato troppo vicino alle ragazze alla festa, per questo quasi senza neppure accorgersene s'arrabbia. A Yoshiyuki non rimane altro da fare che rassicurar Chiaki sui propri sentimenti, confessano anche la gelosia ch'egli stesso prova nei confronti di Yu, sembrandogli che il ragazzo lo preferisca a lui. Chiaki ammette d'amar Yoshiyuki e glielo dice, promettendogli di ripeterglielo in continuazione, fino a che non potrà non tenerlo a mente. La mattina seguente in ufficio Yu fa capire al giovane mangaka d'esser innamorato di qualcuno, ma quando Chiaki gli chiede chi sia questa persona, risponde semplicemente ch'è qualcuno conosciuto molto bene da Yoshiyuki: questo lascia Chiaki abbastanza perplesso e confuso. |                   |         |
| 7                                 | Gli eventi futuri mandano avanti la loro ombra. 「Coming events cast their shadows before them.」 | 20 maggio 2011    |         |
| 8                                 | Gli sguardi fanno nascere l'amore. 「Looks breed love.」 | 27 maggio 2011    |         |
| 9                                 | Il dado è tratto. 「The die is cast.」 | 3 giugno 2011     |         |
| 10                                | La lontananza rafforza l'amore. 「Absence makes the heart grow fonder.」 | 10 giugno 2011    |         |
| 11                                | Piove sempre sul bagnato. 「It never rains but it pours.」 | 17 giugno 2011    |         |
| 12                                | Dopo la tempesta arriva il sereno. 「After a storm comes a calm.」 | 24 giugno 2011    |         |
| Seconda stagione (12 + 1 episodi) | |                   |         |
| 12.5 (OAV)                        | Il caso di Hatori Yoshiyuki 「The Case of Hatori Yoshiyuki.」 | 27 settembre 2011 |         |
| 13                                | Chi ben comincia è a metà dell'opera. 「A Good Beginning Makes a Good Ending.」 | 7 ottobre 2011    |         |
| 14                                | Nessuno può amare e restare saggio. 「One Cannot Love and Be Wise.」 | 14 ottobre 2011   |         |
| 15                                | Un amore esitante nutre il fraintendimento. 「Lingering Love Breeds Mistakes.」 | 21 ottobre 2011   |         |
| 16                                | Indugiare in amore è pericoloso. 「Delay in love is dangerous.」 | 28 ottobre 2011   |         |
| 17                                | Insegui l'amore e lui fuggirà, fuggi dall'amore e lui ti inseguirà. 「Follow love and it will flee thee, flee love and it will follow thee.」 | 4 novembre 2011   |         |
| 18                                | L'amore non conosce ragioni. 「Love is without reason.」 | 11 novembre 2011  |         |
| 19                                | I fatti contano più delle parole. 「Actions speak louder than words.」 | 18 novembre 2011  |         |
| 20                                | Amore e invidia struggono l'uomo. 「Love and envy make a man pine.」 | 25 novembre 2011  |         |
| 21                                | L'amore è cieco. 「Love is blind.」 | 2 dicembre 2011   |         |
| 22                                | L'amore non si separa mai dal timore. 「Love goes never without fear.」 | 9 dicembre 2011   |         |
| 23                                | L'amore fa girare il mondo. 「Love makes the world go round.」 | 16 dicembre 2011  |         |
| 24                                | L'amore è agrodolce. 「Love is a bitter-sweet.」 | 23 dicembre 2011  |         |